# 이문희 (수영 선수)
이문희(李文姬)는 대한민국의 전 수영 선수이다. 광장여자중학교 재학 중이던 1989년 제9회 아산기 전국 수영 대회 여자 자유형 400m에서 4분 29초 44를 기록하며 처음으로 대한민국 신기록을 세웠다.